# بروس شاندلير
بروس شاندلير (بالإنجليزية: Bruce Chandler) هو سياسي أمريكي، ولد في 7 مايو 1952. حزبياً، نشط في الحزب الجمهوري. وقد انتخب عضو مجلس نواب واشنطن.